# Villanueva de Jiloca
Villanueva de Jiloca est une commune d’Espagne, dans la province de Saragosse, communauté autonome d'Aragon comarque de Campo de Daroca.